# Federal Aviation Administration
Federal Aviation Administration (FAA) er en myndighed i USA med autoritet til at regulere og overvåge alle aspekter af civil flyvning i USA. Federal Aviation Act of 1958 skabte gruppen under navnet "Federal Aviation Agency" og fik det nuværende navn i 1966, da det blev en del af United States Department of Transportation.
Federal Aviation Administration's hovedroller omfatter bl.a.:
- Regulering af USAs kommercielle rumtransport
- Regulering af air navigation facilitets geometri- og flyveinspektions- standarder